# خوش مورد (تشيلو)
خوش مورد (بالفارسية: خوش مورد) هي منطقة سكنية تقع في إيران في قسم تشيلو الريفي.